# Evert Kroon
Pour les articles homonymes, voir Kroon.
Evert Gerrit Kroon, né le 9 septembre 1946 à Hilversum et mort le 2 avril 2018 à Hollandsche Rading,, est un joueur international néerlandais de water-polo évoluant au poste de gardien de but.

## Carrière
Evert Kroon remporte la médaille de bronze lors des Jeux olympiques d'été de 1976 à Montréal avec l'équipe des Pays-Bas et a participé à deux autres éditions des Jeux en 1968 et en 1972.
Il est le porte-drapeau de la délégation néerlandaise à la cérémonie de clôture des Jeux de 1976.